# 1862
Năm 1862 (số La Mã: MDCCCLXII) là một năm bắt đầu vào ngày thứ tư trong lịch Gregory hay một năm bắt đầu bằng ngày thứ hai, chậm hơn 12 ngày trong lịch Julius).

## Sự kiện
- Năm 1862 đánh dấu bằng việc Phan Thanh Giản ký hòa ước Nhâm Tuất nhượng 3 tỉnh ở Nam Kỳ cho Thực dân Pháp.
- Nhà Thanh chính thức ban danh hiệu "Thường Thắng quân" cho đội quân đánh thuê

## Sinh
- Chu Mạnh Trinh
- Andrew Fisher
- Gerhart Hauptmann
- O. Henry
- David Hilbert
- Gustav Klimt
- Maurice Maeterlinck
- Joseph Merrick
- Mori Ōgai
- Semën Yakovlevich Nadson
- Nguyễn Sinh Sắc
- William Morris Hughes